# Formiga-alada

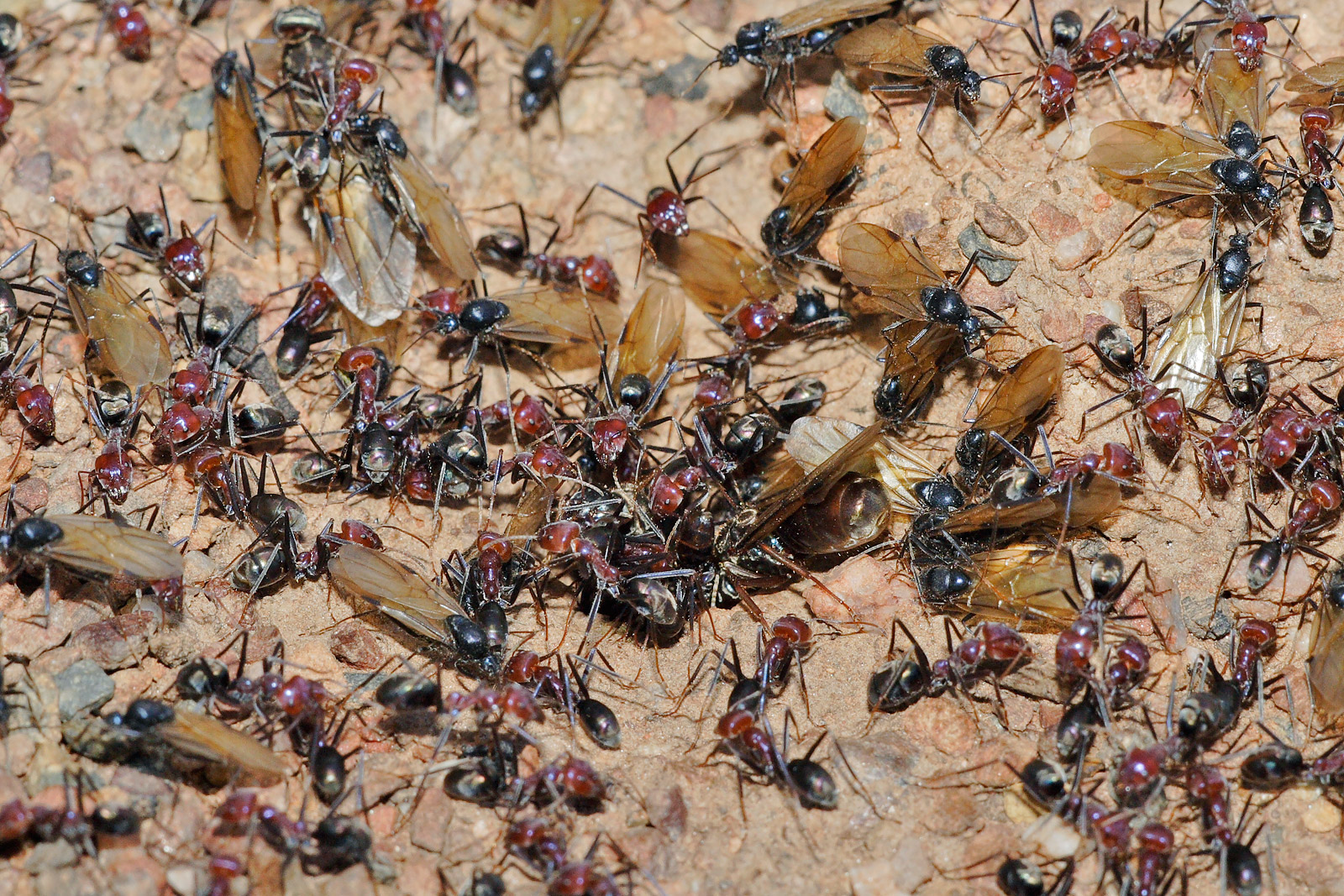
Formigas aladas se preparando para o voo nupcial

Formiga-alada é a casta de formigas masculinas que fazem a reprodução sexuada da espécie. Logo depois da fecundação morrem.

## Voo nupcial
A única hora em que as formigas-aladas saem é quando em dias favoráveis dezenas delas voam acasalando com a rainha. O estoque de sêmen que ela recebe em seu espermateca é mais que o necessário para a vida inteira; logo depois eles morrem, a rainha pousa e arranca as asas com as mandíbulas. Em seguida começa a cavar um formigueiro.
A formiga-rainha e as formigas-aladas são formadas em sociedades já desenvolvidas para formarem outra, permitindo a perpetuação da espécie.